# 周健鹏
周健鵬，中共黨員，中華人民共和國政治人物。2025年起任寧夏回族自治區銀川市委副書記。

## 生平
周健鹏拥有美国伊利诺伊大学公共管理硕士和宁夏大学工商管理硕士学位。

### 國企生涯
先后担任兴业银行银川分行副行长、宁夏银行副行长、行長、总行办公室主任、总行行长助理、兴业银行银川分行副行长。

### 銀川市
2025年2月任宁夏回族自治区银川市委副书记、兼市政法委書記